# Пономаренко, Григорий Яковлевич
Пономаренко Григорий Яковлевич (18 января 1922, Надлак, Николаевская губерния — 15 марта 2009, Донецк) — историк, профессор кафедры истории славян Донецкого национального университета, доктор исторических наук, профессор, заслуженный работник высшей школы Украины, отличник высшей школы СССР, отличник народного образования Украины, заслуженный профессор Донецкого национального университета, президентский стипендиат (1999).

## Биография
Окончил Кременчугскую военную авиационную школу, исторический факультет Киевского национального университета им. Т. Г. Шевченко.
На протяжении 1975—1986 гг. был ректором Донецкого государственного университета .
Участник боевых действий в Великой Отечественной войне 1941—1945 гг. Инвалид войны 2-й группы с 1943 г.
Основная сфера научных интересов Г. Я. Пономаренко — исследование трудовой деятельности рабочего класса Украины в межвоенный период (1918—1939 гг.). Профессор Г. Я. Пономаренко является основателем научной школы «Проблемы индустриальной модернизации Донбасса в 20-30 гг.». По этой тематике им подготовлено 5 докторов и 35 кандидатов наук, из которых два ученых избирались на должности ректоров вузов Украины (К. В. Балабанов , И. А. Клицаков).

## Научное наследие
150 научных трудов, в том числе в три личных (30 печатных листов) и 12 коллективных монографий, в том числе:
- История технического развития угольной промышленности Донбасса. — В 2-х т. — К.: Наук.мнение, 1969;
- Во главе трудового подъёма. — М.: Высшая шк., 1971; Курсом индустриализации. — Донецк: Донбасс, 1974;
- Очерки истории Донецкой областной комсомольской организации. — М.: Молодежь, 1987; Донецкий политехнический институт. — Донецк, 1997;

## Награды
Ордена: «За мужество», Отечественной войны I степени, Трудового Красного Знамени, «Знак Почета», Медали: «За доблестный труд в Великой Отечественной войне 1941—1945 гг.» и др.; Почетная грамота Президиума Верховной Рады Украины.